# Dolha, Irșava
Dolha (în ucraineană Довге, transliterat: Dovhe) este o comună în raionul Irșava, regiunea Transcarpatia, Ucraina, formată numai din satul de reședință.

## Demografie
Componența lingvistică a comunei Dolha
     Ucraineană (97,26%)
     Slovacă (1,53%)
     Alte limbi (1,08%)
Conform recensământului din 2001, majoritatea populației comunei Dolha era vorbitoare de ucraineană (97,26%), existând în minoritate și vorbitori de slovacă (1,53%).